# 譲胡路区
譲胡路区（じょうころ-く）は、中華人民共和国黒竜江省大慶市の西部に位置する市轄区。

## 行政区画
6街道、1鎮を管轄：
- 街道：西賓街道、竜崗街道、銀浪街道、奮闘街道、慶新街道、乗風街道
- 鎮：喇嘛甸鎮

## 教育

### 大学
- 大慶師範学院（中国語版）
- 大慶医学高等専科学校（中国語版）

## 交通

### 鉄道
- 中国鉄路総公司
  - 中国鉄路ハルビン局集団公司
    - 哈斉旅客専用線・浜洲線・通譲線（大慶西駅）

### 道路
- 国道
  -  G301国道

## 健康・医療・衛生
- 大慶市譲胡路区人民医院